# Урочище Атак
Ата́к (Уро́чище Ата́к) — ботанічна пам'ятка природи загальнодержавного значення в Україні. Розташована в межах Берегівського району Закарпатської області, на північ від села Квасово. 
Площа 52 га. Статус присвоєно згідно з рішенням облвиконкому від 25.07.1972 року № 243, Розп. РМ УРСР від 14.10.1975 року № 780–р, Ріш ОВК від 23.10.1984 року № 253. Підпорядкована ДП «Берегівське лісове господарство» (Боржавське лісництво №2, кв. 21, вид. 2, 7, 14). 
В урочищі Атак охороняється дубово-ясенева діброва на правобережній заплаві річки Боржави. Деякі дерева в лісі мають висоту понад 40 м. Тут також зростають рідкісні рослини: марсилія чотирилиста, рябчик великий, беладонна лікарська, коручка ельбська, а також пізньоцвіт осінній, сосюрея різноколірна, занесені до Червоної книги України. 
Ботанічна пам'ятка природи «Атак» входить до складу Регіонального ландшафтного парку «Притисянський».